# Zielnik Elizy Orzeszkowej
Zielnik Elizy Orzeszkowej – zielnik autorstwa Elizy Orzeszkowej znajdujący się w zbiorze rękopisów Biblioteki Poznańskiego Towarzystwa Przyjaciół Nauk – sygnatura rkp.880.
Zielnik składa się z 80 kart, na których autorka umieściła (przykleiła) 280 ususzonych roślin. Rośliny opatrzyła ręcznymi dopiskami z ich nazwami w językach: polskim, łacińskim i białoruskim (ludowym). Na końcu zielnika znajduje się spis wszystkich zawartych w nim egzemplarzy. Okładka zdobiona jest kompozycją kwiatową. Zielnik był własnością Marii Obrembskiej z Grodna, która w 1911 przekazała go do PTPN. W latach 20. XX wieku był eksponatem w Muzeum Przyrodniczym PTPN. Po 1945 nie został odnaleziony i wpisano go na listę strat wojennych. Odnalazł się w 1966, kiedy to do Biblioteki PTPN przekazał go Jerzy Wojciech Szulczewski z Puszczykowa za pośrednictwem doc. Heleny Szafran. 
Oprócz zielnika pisarka tworzyła też albumy kwiatowe z roślin suszonych, zawierające artystyczne kompozycje. Karty takie znajdują się w:
- Bibliotece Ossolińskich we Wrocławiu,
- Bibliotece Narodowej w Warszawie,
- Muzeum Literatury im. Adama Mickiewicza w Warszawie,
- Muzeum Elizy Orzeszkowej w Grodnie,
- Muzeum im. ks. Józefa Jarzębowskiego w Licheniu Starym[1].

Zielnik został wydany drukiem w 2004 przez wydawnictwo Kontekst.